# St. Blasius (Aasen)

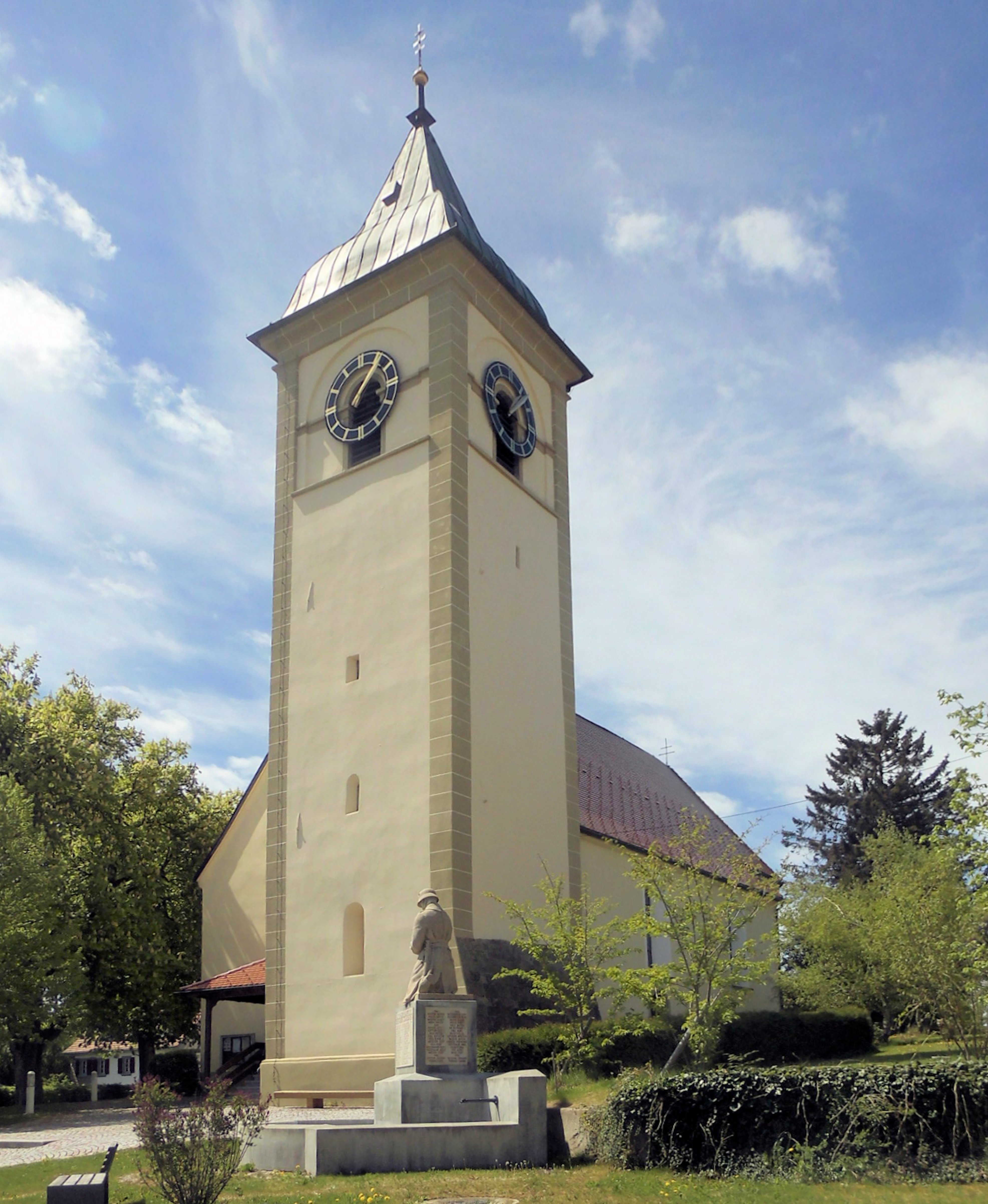
St. Blasius in Aasen

Die römisch-katholische Pfarrkirche St. Blasius steht in Aasen, einem Stadtteil von Donaueschingen im Schwarzwald-Baar-Kreis. Sie ist beim Landesamt für Denkmalpflege Baden-Württemberg als Baudenkmal eingetragen.

## Beschreibung
Die Saalkirche besteht aus einem Langhaus, das 1723 zur heutigen Größe erweitert wurde, einem eingezogenen, dreiseitig geschlossenen Chor im Westen, der Sakristei an seiner Südwand und einem Kirchturm im Osten, der aus der Achse des Langhauses nach Norden verschoben ist. Der Kirchturm ist mit Ecksteinen versehen. Der Innenraum seines Erdgeschosses, das vom Vorgängerbau aus dem 11. Jahrhundert stammt, ist mit einem Kreuzgratgewölbe überspannt. Sein oberstes Geschoss beherbergt die Turmuhr und den Glockenstuhl. Darauf sitzt eine geschwungene Haube.
Im Chor befindet sich ein frühgotisches Sakramentshaus. Eine Kreuzigungsgruppe stammt aus dem 12. Jahrhundert.